# After Dark Films
After Dark Films es una productora y distribuidora estadounidense de películas de acción y terror fundada por Courtney Solomon.

## Historia
La compañía es la organizadora del festival anual de cine de terror independiente After Dark Horrorfest, también conocido como "ocho películas para morir". El 30 de marzo de 2010 la empresa fundó After Dark Originals junto a Lionsgate y Syfy. El 2 de marzo de 2012 After Dark Films anunció la llegada de After Dark Action, una serie de películas de acción.

## Filmografía

### After Dark Horrorfest
| Título                              | Fecha de lanzamiento |
| ----------------------------------- | -------------------- |
| The Abandoned                       | 2006                 |
| Dark Ride                           | 2006                 |
| The Gravedancers                    | 2006                 |
| The Hamiltons                       | 2006                 |
| Penny Dreadful                      | 2006                 |
| Reincarnation                       | 2006                 |
| Snoop Dogg's Hood of Horror         | 2006                 |
| Unrest                              | 2006                 |
| Wicked Little Things                | 2006                 |
| Borderland                          | 2007                 |
| Crazy Eights                        | 2007                 |
| The Deaths of Ian Stone             | 2007                 |
| Lake Dead                           | 2007                 |
| Mulberry Street                     | 2007                 |
| Nightmare Man                       | 2007                 |
| Tooth & Nail                        | 2007                 |
| Unearthed                           | 2007                 |
| Frontier(s)                         | 2007                 |
| Autopsy                             | 2009                 |
| The Broken                          | 2009                 |
| The Butterfly Effect 3: Revelations | 2009                 |
| Dying Breed                         | 2009                 |
| From Within                         | 2009                 |
| Perkins' 14                         | 2010                 |
| Slaughter                           | 2009                 |
| Voices                              | 2009                 |
| Dread                               | 2011                 |
| The Final                           | 2011                 |
| The Graves                          | 2011                 |
| Hidden                              | 2011                 |
| Kill Theory                         | 2011                 |
| Lake Mungo                          | 2011                 |
| The Reeds                           | 2011                 |
| ZMD: Zombies of Mass Destruction    | 2011                 |

### After Dark Originals
| Título                | Fecha de lanzamiento |
| --------------------- | -------------------- |
| Fertile Ground        | 2011                 |
| 51                    | 2011                 |
| Husk                  | 2011                 |
| Prowl                 | 2011                 |
| Seconds Apart         | 2011                 |
| Scream of the Banshee | 2011                 |
| The Task              | 2011                 |
| Re-Kill               | 2012                 |
| Dark Circles          | 2013                 |
| Red Clover            | 2013                 |
| Asylum                | 2013                 |
| Children of Sorrow    | 2013                 |
| Sanatorium            | 2013                 |
| Ritual                | 2013                 |
| House Keeping         | 2011                 |
| Mischief Night        | 2014                 |

### After Dark Action
| Título         | Fecha de lanzamiento |
| -------------- | -------------------- |
| Dragon Eyes    | 2012                 |
| El Gringo      | 2012                 |
| Philly Kid     | 2012                 |
| Stash House    | 2012                 |
| Transit        | 2012                 |
| Getaway        | 2013                 |
| Enemies Closer | 2014                 |

### Otras películas distribuidas
| Título                     | Fecha de lanzamiento |
| -------------------------- | -------------------- |
| Fierce People              | 2005                 |
| An American Haunting       | 2006                 |
| Skinwalkers                | 2006                 |
| Wristcutters: A Love Story | 2006                 |
| Captivity                  | 2007                 |
| Bullet to the Head         | 2013                 |